# Okopisko
Okopisko – ludowe określenie cmentarza żydowskiego.
Pierwotnie było dość popularne w staropolskich, małomiasteczkowych społecznościach Galicji. Okopisko w pierwotnym znaczeniu określało miejsce, gdzie grzebano padłe z powodu różnych chorób zwierzęta.
Obecnie w sferze tradycji, przekazów ustnych, opracowaniach, publikacjach i projektach historycznych określenie może mieć różny wydźwięk:
- Istnieją źródła wymieniające określenie "okopisko" jako pogardliwe[1] dla cmentarza żydowskiego w języku ludowym w małych miasteczkach Galicji[2]. Określenia w takim rozumieniu zostało użyte przez projekt "Kirkuty" zajmujący się historią żydowskich cmentarzy w Polsce[3].
- Na obszarach Polski, szczególnie na Podkarpaciu i Zamojszczyźnie, określenie występuje w tradycji i piśmiennictwie w sposób neutralny i pozbawiony negatywnego nacechowania - oznacza stary cmentarz żydowski lub miejsce, które po nim pozostało (zostało użyte wielokrotnie w źródłach przez autorów opisów takich miejsc; np. w Sanoku (stary cmentarz[4][5][6][7][8][9][10], Pruchniku[11], Przemyślu[12], Piotrkowie Trybunalskim[13], Rymanowie-Zdroju[14], Tyrawie Wołoskiej[15]). Określenia używa także projekt "Wirtualny Sztetl" zajmujący się historią Żydów Polskich[16][17].

## Inne znaczenia
- Miejsce grzebania padłych zwierząt.
- Okop obronny[18].
- Staropruskie grodzisko obronne na południe od Myślic[19].
- Pewna ilość ograbionego siana, z którego ma być postawiona kopa[20].